# Samer el Nahhal
Samer El Nahhal (Espoo, Finska, 11. lipnja 1975.), basist u finskom sastavu Lordi, poznatiji pod nadimkom "OX".
U sastav je došao 2005. godine, nakon odlaska Kalme. OX nosi kostim paklenog bika (hellbull).